# Dolná Mičiná
Dolná Mičiná (allemand : Niedermitschina ,hongrois : Alsómicsinye) est un village de Slovaquie situé dans la région de Banská Bystrica.

## Histoire
Première mention écrite du village en 1402.

## Démographie

### Évolution de la population
| Année:               | 1994. | 2004.    | 2014.   | 2024.    |
| -------------------- | ----- | -------- | ------- | -------- |
| Nombre de personnes: | 322   | 362      | 392     | 520      |
| Différence:          |       | +12,42 % | +8,28 % | +32,65 % |

| Année:               | 2023. | 2024.   |
| -------------------- | ----- | ------- |
| Nombre de personnes: | 516   | 520     |
| Différence:          |       | +0,77 % |